# تشارلز دوليتل
تشارلز دوليتل (بالإنجليزية: Charles Doolittle)‏ هو ضابط أمريكي، ولد في 16 مارس 1832 في برلينغتون في الولايات المتحدة، وتوفي في 20 فبراير 1903 في توليدو في الولايات المتحدة.